# 松下豊
松下 豊（まつした ゆたか、1953年4月7日 - 2007年1月23日）は、元静岡朝日テレビのアナウンサー、記者である。 53歳没。
静岡県浜松市出身。静岡県立浜松西高等学校、國學院大學を卒業、静岡県民放送（静岡けんみんテレビ、現：静岡朝日テレビ）の第1期生として入社し、スポーツアナウンサー、報道部記者などをつとめた。